# Antonino Pizzolato
Antonino Pizzolato, detto Nino (Castelvetrano, 20 agosto 1996), è un sollevatore italiano, vincitore di due medaglie di bronzo negli 81 kg a Tokyo 2020 e negli 89 kg a Parigi 2024.

## Biografia
Medaglia di bronzo nel 2014 ai campionati mondiali juniores, categoria fino a 85 kg, lo stesso anno Antonino Pizzolato ha disputato ad  Almaty pure i suoi primi Mondiali seniores terminando al 24º posto. Dal 2015 al 2016 è stato campione europeo juniores e vicecampione mondiale juniores, sempre nella categoria 85 kg.
Ha vinto la medaglia di bronzo ai Mondiali di Anaheim 2017 (358 kg totali), ottenendo il terzo posto anche nello strappo (162 kg) e conquistando una medaglia che per l'Italia mancava in questa competizione da 32 anni.
Nel gennaio 2018 l'atleta è stato squalificato per dieci mesi dalla Federazione Italiana Pesistica a causa del comportamento violento e intimidatorio verso gli altri atleti del centro di preparazione olimpica. Tornato a competere a livello internazionale, Pizzolato si è laureato campione europeo negli 81 kg ai campionati di Batumi 2019 (primo anche nello slancio con 201 kg) e a Mosca 2021 con il record italiano di 370 kg.
Grazie ad una buona posizione nel ranking, si è qualificato ai Giochi olimpici estivi di Tokyo 2021, nei quali ha poi vinto la medaglia di bronzo.
Nel 2024 partecipa alle Olimpiadi estive di Parigi nella categoria 89 kg, classificandosi terzo.
Nel febbraio del 2024 inizia il processo con rito ordinario al tribunale di Trapani. Pizzolato e altri tre uomini sono indagati per stupro di gruppo ai danni di una turista finlandese di 27 anni.